# Alachua
Alachua is een plaats (city) in de Amerikaanse staat Florida, en valt bestuurlijk gezien onder Alachua County.

## Demografie
Bij de volkstelling in 2000 werd het aantal inwoners vastgesteld op 6098.
In 2006 is het aantal inwoners door het United States Census Bureau geschat op 8493, een stijging van 2395 (39,3%).

## Geografie
Volgens het United States Census Bureau beslaat de plaats een oppervlakte van
75,2 km², waarvan 74,8 km² land en 0,4 km² water. Alachua ligt op ongeveer 42 m boven zeeniveau.

## Plaatsen in de nabije omgeving
De onderstaande figuur toont nabijgelegen plaatsen in een straal van 24 km rond Alachua.